# Ibère
Pour les articles homonymes, voir Ibères (homonymie).

Péninsule ibérique vers 300 av. J.-C.

L'ibère est une langue éteinte paléo-hispanique parlée par les Ibères dans la péninsule ibérique, notamment à l'Est. Son extension avait pour limite, au nord, le fleuve Hérault (France) et au sud Porcuna et Jaén en Andalousie (Espagne).
Des études récentes tendent à considérer l'ibère comme une langue véhiculaire qui se serait étendue grâce au commerce, au contact avec les comptoirs grecs et carthaginois, et dont l'origine n'est pas indo-européenne. L'ibère semble être autochtone : du fait des nombreux mots communs (chiffres, noms de lieux, suffixes, etc.), il est proposé un lien avec le basque (hypothèse des langues vasconiques), mais cette théorie est toujours discutée. Aucun lien avec un autre groupe de langues n'est pour l'instant démontré. Cette langue indigène du tiers sud-est de la péninsule ibérique s'est progressivement éteinte au long des Ier et IIe siècles, remplacée graduellement par la langue latine et les langues ibéro-romanes qui en découlent, notamment le catalan sur la bordure méditerranéenne.

## Terminologie
L'ibère a aussi été appelé ibérique ou ibérien.

## Extension géographique et histoire
Les populations de langue ibérique étaient principalement réparties le long du littoral méditerranéen de la péninsule Ibérique.
La limite nord de leur extension se situait dans le Midi de la France actuelle, sur le fleuve Hérault. On a trouvé dans cette région d'importants vestiges d'écriture à Ensérune, entre Narbonne et Béziers, sur un oppidum où se mêlent des éléments ibères et celtes. 
Au sud, la limite était Porcuna, dans la Province de Jaén, dans laquelle on a trouvé de magnifiques sculptures de jinetes (cavaliers) ibères. 
À l'intérieur de la péninsule ibérique la limite est incertaine. Il semble qu'il y eut une extension de la culture ibère le long de la vallée de l'Ebre, atteignant Salduie (Zaragoza), mais certainement pas au-delà.
On considère que parmi les peuples préromains, les suivants étaient de langue ibère : Ausetans (Vic, Gérone), Ilergetes (Lérida et Huesca jusqu'aux Pyrénées, Indigetes (côte de Gérone), Laietans (voir Levantin (ibère)) (Barcelone), Cossetans (Tarragone), Ilercavons (Murcia et Valencia jusqu'à Tarragone), Edetans (Valence, Castellón et Teruel), Contestans (Valence, Alicante, Carthagène et Albacete), Bastules (Grenade, Almería et Murcie) et Orétans (Jaén, Ciudad Real, Albacete et Cuenca). On considère habituellement que les Túrdules et les Turdétans étaient de langue tartessienne.
Francisco Villar Liébana a fait observer que l'ancienne toponymie de zones typiquement ibériques (le Levant espagnol et la Catalogne) possède une proportion considérable de toponymies d'étymologie indo-européenne (ainsi pour les noms Caluba, Sorobis, Uduba, Lesuros, Urce / Urci, Turbula, Arsi / Arse, Asterum, Cartalias, Castellona, Lassira, Lucentum, Saguntum, Trete, Calpe, Lacetani, Onusa, Palantia, Saetabis, Saetabicula, Sarna , Segestica, Sicana, Turia, Turicae, Turis…). Pour ce linguiste espagnol, en Catalogne et dans le Levant espagnol, la langue ibérique n'est pas la langue la plus ancienne identifiable comme substrat, mais elle s'y est développée comme lingua franca alors qu'il existait auparavant des langues indo-européennes qui avaient créé un réseau considérable de toponymes et d'hydronymes. La préexistence d'une langue indo-européenne dans la région historiquement ibérique est également corroborée par le fait que ses anciens hydronymes sont tous indo-européens, à l'exception d'un seul fleuve dont le nom est supposé être ibérique : Iberus (Ebro), dont le pays et ses habitants ont pris le nom. Une hypothèse homologue a été formulée à propos du basque pour expliquer son important lexique indo-européen.

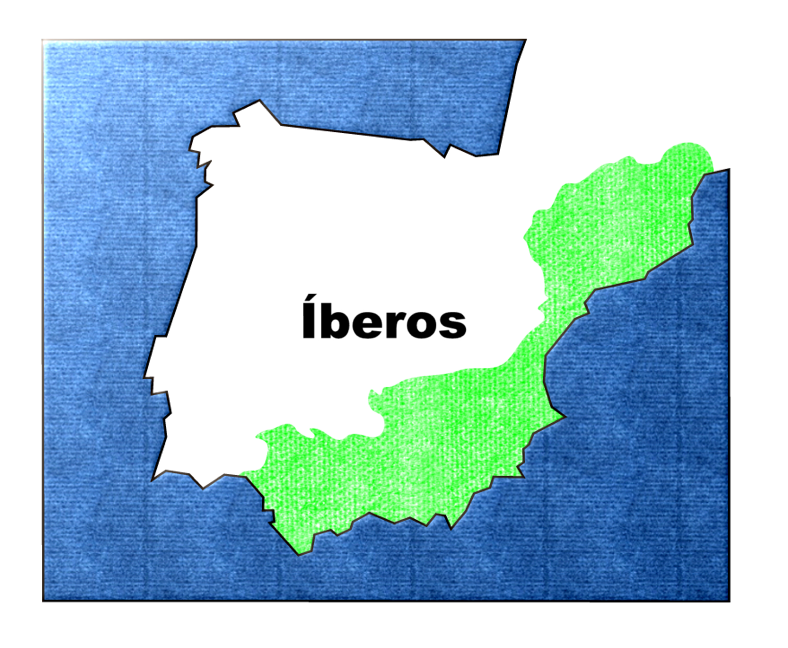
Extension approximative de l'ibère dans la péninsule

Pour Villar, l'extensions de la langue ibérique n'a pas éradiqué les langues préexistantes dans la région. Lorsque les Romains sont arrivés, il aurait existé une langue lingua franca ibérique, diversifiée en dialectes locaux plus ou moins lointains, coexistant avec plusieurs langues antérieures, également différenciées du point de vue dialectal. Ceci expliquerait l’irruption dans les textes ibériques d’anthroponymes non ibériques et, surtout, l’existence d’une hydrotoponymie paléo-indo-européenne restée en usage, parce qu’elle a été transmise à des locuteurs ibériques, et parce que les utilisateurs natifs étaient toujours présents.
Cette hypothèse n'est pas retenue par le linguiste Jean-Baptiste Orpustan qui relève de très nombreuses similitudes avec la langue basque comme les noms de rivière turia, ou turis qui ressemblent au mot basque iturri (anciennement turri), qui signifie « source ».

## Écriture

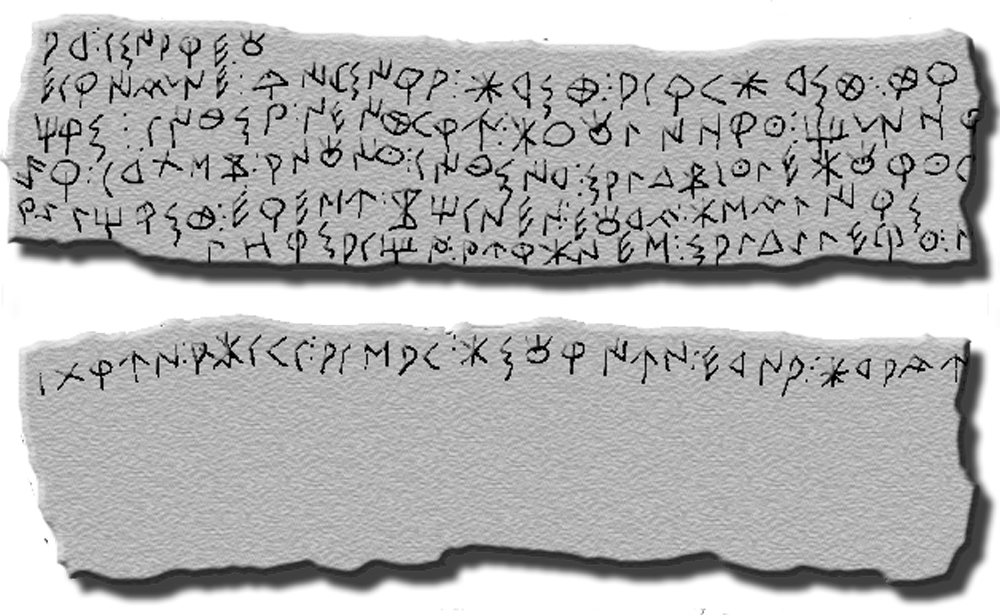
Reproduction du « plomo de Ullastret », fin du IVe siècle av. J.-C.

Les textes ibères les plus anciens remontent au Ve siècle av. J.-C.

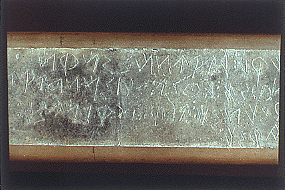
Section d'une lame de plomb ibère du « Pujol de Gasset », dans la Province de Castellón.

L'ibère a été fixé par écrit au moyen de trois écritures différentes : l'alphabet grec, l'alphabet latin dans lequel sont écrits deux petits textes et certains anthroponymes, principalement le nom des documents originaux documentés en inscriptions latines, et surtout l'alphabet ibère, le plus couramment et longuement utilisé, en espagnol signario ibérico : c'est un semi-syllabaire propre aux ibères, issu de l'écriture tartessienne.
L'alphabet ibère possède deux variantes, le méridional ou du sud-est (à Jaén et Albacete), dont les signes sont plus semblables à l'écriture tartessienne, et celui du nord-est ou levantin, le plus écrit des deux et qui plus tard a été adapté pour le celtibère.
Sa forme la plus courante, le levantin, a été déchiffrée en 1922 par Manuel Gómez-Moreno Martínez ; bien que les premières lectures correctes du méridional aient été effectuées par Ulrich Schmoll en 1961 et perfectionnées depuis par d'autres chercheurs, en particulier Jürgen Untermann.

## État actuel des connaissances
On a peu de certitudes sur l'ibère. L'étude de la langue a dépassé sa phase initiale de translittération et de compilation de matériels : elle se situe actuellement en phase d'identification de possibles éléments grammaticaux dans les textes.
Les commentaires suivants doivent être considérés comme des hypothèses non confirmées, qui resteront ainsi jusqu'à la découverte d'un long texte bilingue permettant de confirmer ou infirmer les déductions.

### Phonologie et phonétique

#### Voyellesetdiphtongues
L’ibère possédait les cinq voyelles du castillan, qui sont aussi celles du basque, mais la fréquence des voyelles [a], [e] et [i] était sensiblement plus élevée que celle des voyelles [o] et [u]. Les diphtongues étaient presque toujours fermantes, de la forme [aj], [aw], [ej] et [ow] (comme dans les formes /śaitabi/, /lauŕ-/, /neitin/) (exceptionnellement ouvrantes, de la forme [ja], [wa], [je] et [wo]). Untermann a relevé que le groupe [ui] n’existait qu’en première syllabe des mots.
Il ne semble pas qu'il y ait eu de différence de longueur des voyelles si l'on en juge par les transcriptions grecques. Il est ainsi significatif que, pour transcrire le /e/ ibère en gréco-ibère, on ait utilisé le êta /η/ long et non l'epsilon /ε/ court.
L’existence d’une voyelle nasale /ḿ/ pourrait être suggérée par l’écriture mais ne serait pas un phonème autochtone. Les différentes graphies ibères elles-mêmes ainsi que les transcriptions latines du /ḿ/ ibère, parfois contradictoires, en rendent l’interprétation délicate. On relève ainsi une équivalence /ḿi/ ≡ /nai/, comme dans les formes /bantui-(e)n-ḿi/, /leiśtikeŕ-ar-ḿi/, /sakaŕiskeŕ-ar-nai/. Une correspondance /ḿbar/ ≡ /nabar/ est également perceptible dans l’onomastique, mais cette remarque bute sur les transcriptions latines de type UMARBELES de l’ibère */ḿbar-beleś/, peu compatibles avec l’idée d’un son [nã] représenté par la lettre /ḿ/ et transcrit selon les cas /na/, /nḿ/ voire simplement /ḿ/ ; ces variations pourraient en fait trahir l’hétérogénéité de cette langue, à l’instar de ce qu’il en est du basque aujourd’hui.

#### Consonnes
L’ibère possédait deux vibrantes notées /ŕ/ et /r/ qui semblent avoir correspondu respectivement au [ɾ] simple et au [r] multiple du castillan moderne, similaire en cela à l’opposition pero [’peɾo] / perro [’per:o]. Ces deux phonèmes ne se trouvaient jamais au début d’un mot, comme c’est encore le cas en basque. La liquide /l/ semble avoir été parfois complémentaire de /ŕ/ : /aŕikaŕ-bi/, mais /aŕikal-er/.
Il existait, comme en basque, deux sifflantes, notées /s/ et /ś/, mais il n’y a pas de consensus sur l’opposition des phonèmes ainsi distingués. En se fondant sur les transcriptions ibères des noms celtiques, on pense que /ś/ devait représenter selon les cas les sons [s] laminal et [ɕ] apical (le phonème actuel en basque et largement en castillan pour la lettre s) tandis que /s/ devait représenter les affriquées correspondantes [t̪͡s̪] et [t͡ʃ] (représentées en basque par les graphies en tz par exemple, comme Uztaritze).
Les occlusives ibères étaient étonnamment au nombre de cinq : [g]/[k], [d]/[t] et [b], ce qui signifie que le son [p] n’existait pas. Au contraire, le son [b] semble avoir été prononcé quasiment comme un [w], ce qui expliquerait la fréquence élevée du signe syllabique /bu/. Cette particularité phonologique évoque la confusion, pour une oreille étrangère, des sons écrits /b/ et /v/ en castillan moderne : móvil pour un téléphone « mobile ».
Un bon exemple est le traitement par les Romains du nom ibère de la ville de Saragosse. Zaragoza en castillan provient de CAESARAUGUSTA en latin, mais Pline appelait cette ville SALDUBA tandis qu’une pièce de monnaie la mentionne sous le nom SALDIUE, ce qui renvoie d’une part à /salti/ ou /saltu/ « cheval » d’après le basque zaldi, et d’autre part à /uba/ et /u(w)e/ (peut-être « gué », d’après le basque ibi) ; cette alternance /uba/ ≡ /u(w)e/ souligne la difficulté pour les romains de retranscrire le son représenté en ibère par la lettre /b/. On soupçonne en outre une forte nasalisation de ce /b/, à l’instar du phonème /ḿ/, et c’était peut-être tout le système phonologique ibère qui était largement nasalisé, comme l’est par exemple le portugais actuel. Ainsi le signe /m/ simple pourrait avoir été une variante de /n/ indiquant qu’il était géminé, voire que la voyelle qui le précédait était nasalisée ; ce dernier trait expliquerait certaines particularités morphologiques de l’ibère et accessoirement pourquoi on ne trouve presque jamais de /m/ en position initiale dans un mot.

### Accentuation
Il n'existe que des hypothèses sur l'accentuation en ibère. Les deux hypothèses présentées estiment qu'il n'y avait qu'une accentuation fixe et non libre.
Luis Silgo Gauche défend l'idée d'une langue majoritairement à paroxyton, se basant principalement sur la perte de la voyelle faible dans beleś > bels et la comparaison avec le complexe aquitano-basque et le témoignage des langues romanes.
Xaverio Ballester propose une langue avec accent démarcatif, aussi bien fixe que final (oxyton) se basant principalement sur les universaux linguistiques et les adaptations grecques et latines de toponymes et anthroponymes ibères.

### Anthroponymes
Grâce à l'inscription latine du bronze d'Ascoli, qui inclut une liste de personnages ibères qui furent analysés par Hugo Schuchardt on a pu dévoiler la forme des anthroponymes ibères (de fait, cette connaissance a aidé au déchiffrage de l'écriture ibère). Les noms ibères se forment d'éléments interchangeables, normalement formés de 2 syllabes, qui s'écrivent adjoints. Par exemple, un élément comme iltiŕ (« bourgade, oppidum, marché ») peut se retrouver dans les noms iltiŕaŕker, iltiŕbaś, iltiŕtikeŕ, tursiltiŕ, baiseiltiŕ ou bekoniltiŕ. Cette découverte fut un pas de géant, puisqu'à partir de ce moment on a pu déterminer avec une certaine assurance les noms de personnes dans les textes.
Les composants qui peuvent être isolés dans les noms sont : abaŕ, aibe, aile, ain, aitu, aiun, aker, albe, aloŕ, an, anaŕ, aŕbi, aŕki, aŕs, asai, aster, atin, atun, aunin, auŕ, austin, baiser, balaŕ, balke, bartaś, baś, bastok, bekon, belauŕ, beleś, bels, bene, beŕ, beri, beŕon, betan, betin, bikir, bilos, bin, bir, bitu, biuŕ, bolai, boneś, boŕ, bos, boton, boutin, ekes, ekaŕ, eler, ena, esto, eten, eter, iar, iaun, ibeś, ibeis, ike, ikoŕ, iltiŕ, iltur, inte, iskeŕ, istan, iunstir, iur, kaisur, kakeŕ, kaltuŕ, kani, kaŕes, kaŕko, katu, keŕe, kibaś, kine, kitaŕ, kon, koŕo, koŕś, kuleś, kurtar, lako, lauŕ, leis, lor, lusban, nalbe, neitin, neŕse, nes, niś, nios, oŕtin, sakaŕ, sakin, saltu, śani, śar, seken, selki, sike, sili, sine, sir, situ, soket, sor, sosin, suise, taker, talsku, tan, tanek, taŕ, tarban, taŕtin, taś, tautin, teita, tekeŕ, tibaś, tikeŕ, tikirs, tikis, tileis, tolor, tuitui, tumar, tuŕś, turkir, tortin, ulti, unin, uŕke, ustain, ḿbaŕ ou nḿkei.
Dans certains cas on peut trouver un nom simple, avec un seul élément ou suivi d'un suffixe : beles, ager-do et bivr-no sur le bronze d'Áscoli, neitin à Ullastret et lauŕ-to, bartas-ko ou śani-ko dans d'autres textes ibériques. Plus rarement, on a signalé la présence d'un infixe entre les deux éléments, -i-, -ke- ou -bo- : ainsi Untermann explicite oto-iltiŕ face à oto-ke-iltiŕ ou avec aen-i-beles). De même, il signale qu'en de rares cas on trouve un élément is- ou o- préfixant un anthroponyme (is-betartiker, o-tikiŕtekeŕ, o-asai).
Dans les éléments qui forment les noms ibériques, on trouve habituellement des modèles de variation : ainsi eter/eten/ete avec les mêmes variations iltur/iltun/iltu ; kere/keres comme lako/lakos ; ou alos/alor/alo comme bikis/bikir/biki).
À d'autres occasions on trouve des assimilations produites par le contact de consonnes en limite de composé. Ainsi, dans les inscriptions latines il apparait que dans ce contexte n+b se prononçait /m/ (adimels ou sosimilus équivalent à *adin-bels ou *sosin-bilus). De façon optionnelle, un ŕ disparait devant n ou l (*biuŕ+lakos > biulakos ; *biuŕ+nius > biunius ; *sakaŕ+laku > sakalaku).

### Numération
En 2005 Eduardo Orduña a publié une étude démontrant certains composés ibères qui selon les données contextuelles sembleraient être des nombres ibères montrant une similarité frappante avec des nombres basques. L'étude s'est étendue avec Joan Ferrer (2007 et 2009) basée sur des termes retrouvés sur des pièces de monnaie, indiquant leur valeur, et avec de nouvelles données combinatoires et contextuelles. La comparaison propose ce qui suit :
| Ibère         | Signification en ibère | Proto-basque     | Basque moderne et signification                                                                |
| ------------- | ---------------------- | ---------------- | ---------------------------------------------------------------------------------------------- |
| erder / erdi- | "moitié"               |                  | erdi "moitié"                                                                                  |
| ban           | "un"                   | *badV / *bade?   | bat "un" (mais cf -n final formes composées telle que bana "un chaque")                        |
| bi / bin      | un chiffre             | biga             | bi (plus ancien biga) "deux" (aussi cf -n final formes composées telle que bina "deux chaque") |
| irur          | un chiffre             | hirur            | hiru(r) "trois"                                                                                |
| laur          | un chiffre             | laur             | lau(r) "quatre"                                                                                |
| borste / bors | un chiffre             | bortz / *bortzV? | bost (plus ancien bortz) "cinq"                                                                |
| śei           | un chiffre             |                  | sei "six"                                                                                      |
| sisbi         | un chiffre             |                  | zazpi "sept"                                                                                   |
| sorse         | un chiffre             |                  | zortzi "huit"                                                                                  |
| abaŕ / baŕ    | un chiffre             | *[h]anbar ?      | hamar "dix"                                                                                    |
| oŕkei         | un chiffre             |                  | hogei "vingt"                                                                                  |

La base de cette théorie est mieux comprise si l'on compare certains des composés ibériques attestés avec des nombres basques complexes (les points dénotent les limites des morphèmes et ne sont pas normalement écrits en basque): 
| Mot ibère        | Mot basque comparatif | Signification en basque | Analyse du basque |
| ---------------- | --------------------- | ----------------------- | ----------------- |
| abaŕ-ke-bi       | hama.bi               | "douze"                 | "10-2"            |
| abaŕ-ke-borste   | hama.bost             | "quinze"                | "10-5"            |
| abaŕ-śei         | hama.sei              | "seize"                 | "10-6"            |
| oŕkei-irur       | hogei.ta.hiru         | "vingt trois"           | "20 et 3"         |
| oŕkei-ke-laur    | hogei.ta.lau          | "vingt quatre"          | "20 et 4"         |
| oŕkei-abaŕ       | hogei.ta.(ha)mar      | "trente"                | "20 et 10"        |
| oŕkei-(a)baŕ-ban | hogei.ta.(ha)maika    | "trente et un"          | "20 et 11"        |